# Mine de Sidi Chennane
La mine de Sidi Chennane est une mine à ciel ouvert de Phosphate située au Maroc dans la région de Béni Mellal-Khénifra. Elle fait partie du gisement de Khouribga.